# مسجد پا درخت سوخته
مسجد پا درخت سوخته مربوط به دوره صفوی است و در اصفهان، خیابان عبد الرزاق، کوچه خیاطها، بازار هارونیه واقع شده و این اثر در تاریخ ۱۲ مهر ۱۳۷۷ با شمارهٔ ثبت ۲۱۲۵ به‌عنوان یکی از آثار ملی ایران به ثبت رسیده‌است.